# Perspectiva com três pontos de fuga

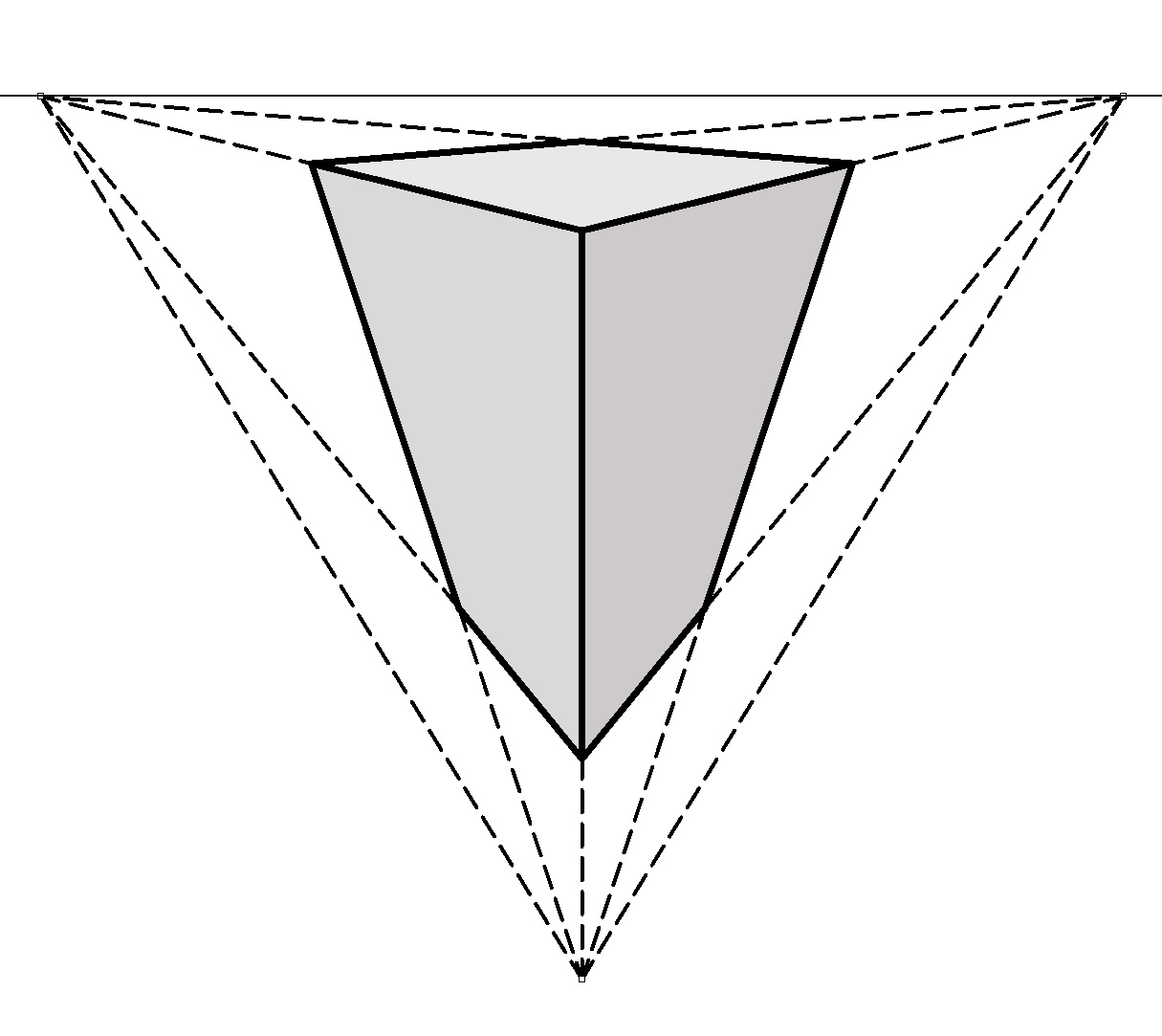
Perspectiva simétrica com 3 pontos de fuga, com o PFV situado abaixo da linha do horizonte.

Perspectiva com 3 pontos de fuga com o observador deslocado do centro e o PFV situado abaixo da linha do horizonte.

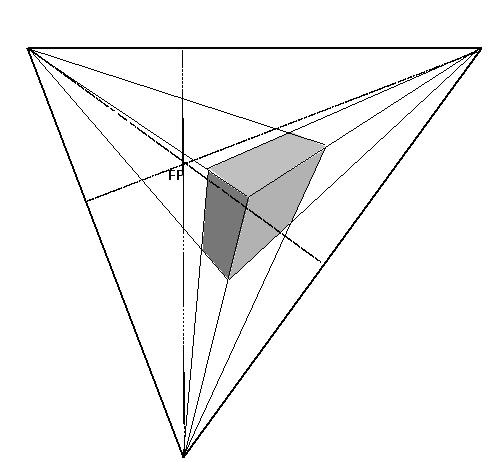
Perspectiva inclinada com 3 pontos de fuga e o PFV situado abaixo da linha do horizonte.

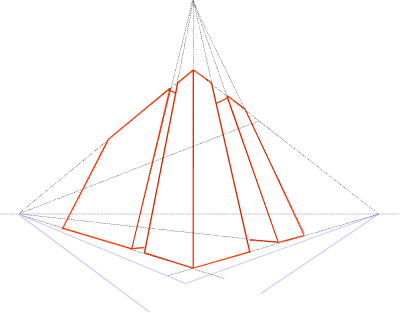
Perspectiva artística com 3 pontos de fuga, com o PFV situado acima da linha do horizonte.

A perspectiva com três pontos de fuga é um processo de projeção central, no qual um dos pontos de fuga está situado fora da altura dos olhos. É muito usado para ilustrar, com "exagero", uma cena observada de baixo para cima ou de cima para baixo, embora possa abrigar outras relações entre os elementos do sistema projetivo.
Assim como no processo com dois pontos de fuga, quanto mais próximos os pontos de fuga estiverem posicionados, mais distorcido será o resultado da representação. O terceiro ponto de fuga é chamado de ponto de fuga vertical (PFV).

## Posicionamento dos pontos de fuga
Os sistemas com três pontos de fuga foram criados por diferentes motivos e para aplicações diversas. O terceiro ponto de fuga, geralmente, se refere ao eixo vertical, o qual deixa de ter as retas paralelas entre si e estas convergem para um ponto posicionado, arbitrariamente, acima ou abaixo da linha do horizonte. Os desenhos podem ser:
- 'verticais', que surgem da necessidade de representar as retas verticais como elementos convergentes do campo visual (por se afastarem do observador). Este sistema também é utilizado para situações em que os objetos têm o eixo principal oblíquo em relação ao quadro. Eles podem ser simétricas ou com o observador deslocado do centro;[2]

- 'inclinados', que são variações do ponto de fuga vertical, e são utilizados quando o observador não se projeta perpendicularmente em relação à linha do horizonte;[2]

Como consequência geométrica da Teoria das projeções, a perspectiva com três pontos de fuga tem sempre dois pontos na linha do horizonte e o terceiro, referente às alturas, fora dela.